# CHIEKO BEAUTY
CHIEKO BEAUTY（チエコ・ビューティー）は、1990年代から活動を続ける日本の女性レゲエシンガーの草分け的存在。ややハスキーだが甘い声質を買われ、テレビ番組やCMのナレーションも数多く務めた。初期の『CUTiE』に本名で読者モデルとして登場したこともある。

## 来歴
西麻布TOOLS BARで行われたコンテストで特別賞を受賞。ECD、近田春夫、いとうせいこう等の目にとまり、1990年、元MUTE BEATのドラマー今井秀行の誘いにより、シングル「SHA LA LA」(ナツメグ・レーベル)でデビュー。ランキン・タクシー主催のイベントTAXI-HIFIでのラバダブや、TOKYO No.1 SOUL SETとのライブなどで活躍。
1992年、自らのラブコールによりプロデューサーにこだま和文を迎え、1stアルバム『BEAUTY'S ROCK STEADY』でメジャー・デビュー。MUTE BEATのメンバーの他、TOMATOS、東京スカパラダイスオーケストラのメンバーが参加。
1993年には藤原ヒロシをプロデューサーに迎えた2ndアルバム『L』をリリース。MUTE BEAT、TOMATOS、ビブラストーンのメンバーが介したバックバンドも話題となった。
1997年までに7枚シングルと5枚アルバムをリリース。また、ファッション雑誌のモデル、TV番組のアシスタント、CMやTV番組のナレーターとしても活動した。
以降は拠点を仙台に移し活動を続けたが、2010年より再び拠点を東京に移し、LITTLE TEMPOのTICO、リクルマイバンドのTHE K、元JAGATARAのエマーソン北村らと頻繁なライブ活動を開始した。

## ディスコグラフィー

### アルバム
- BEAUTY'S ROCK STEADY(1992年　キューンソニー)
- L(1993年　キューンソニー)
- SWEETER (1995年　BAD NEWS)
- BEAUTY'S (1996年　BAD NEWS)
- BEAUTY'S BONUS (1997年　BAD NEWS)　ミニアルバム

### シングル
- KIMINOUTAO KIKASETEYO (1990年　ナツメグ)
- SHA LA LA(1990年　ナツメグ)
- Beauty's Solo(1990年　ナツメグ)
- MAKE ME KNOW IT (1990年　ナツメグ)7インチレコードのみ
- オレンジ色の恋 (1991年　ナツメグ)ピアニカ前田との共演盤
- ハートのエースが出てこない(1991年　Sony Records)キャンディーズのカバー、ポッカトランプ占いコーヒーCM曲
- My Dear Soul Sister / This Time I'll Be Sweeter (1996年　People's)
- I Live In Zipang(1996年　BAD NEWS)
- いつも心に太陽を(1997年　BAD NEWS)
- RAIN(1997年　BAD NEWS)
- ラム & コカコーラ(2017年　Lime Records)

### オムニバス
- Tokyo Diskjockey's only（1990年　アルファレコード）「ナカナマイヤ」を提供
- NUT-MEG SHOWCASE　MASTERPIECE COLLECTION （2011年　ナツメグ）ピアニカ前田、CHIEKO BEAUTY、TOMATOS、ローランド・アルフォンソ、Dub Master Xなどナツメグ・レーベル作品のオムニバス
- 青春REGGAE（2011年）Tico（土生剛）、icchie名義のアルバム。「オリビアを聴きながら」、「海を見ていた午後」にヴォーカリストとして参加。

### 客演
- 夢で逢えたら/ランキン・タクシー feat.CHIEKO BEAUTY with LITTLE TEMPO(2006年)

## 関連人物
- ランキン・タクシー
- 藤原ヒロシ
- こだま和文
- TOKYO No.1 SOUL SET